# Pneumatoraptor
Pneumatoraptor – rodzaj niewielkiego dinozaura z grupy Paraves, którego szczątki odnaleziono na Węgrzech. Znany jest z pojedynczej kompletnej lewej obręczy barkowej pochodzącej z formacji Csehbánya z Iharkút z Lasu Bakońskiego na zachodzie kraju. Osady tej formacji są datowane na santon. Nazwa gatunkowa honoruje fundatora wykopalisk, Gézę Fodora, zaś rodzajowa odnosi się do pneumatyczności kości posiadającej puste przestrzenie, za życia zwierzęcia zajmowane przez worki powietrzne. Holotyp ma numer katalogowy MTM V.2008.38.1. Przechowuje go Magyar Természettudományi Múzeum (Węgierskie Muzeum Historii Naturalnej) w Budapeszcie.
Od innych teropodów opisywany rodzaj odróżniała wąska, niemal okrągła w przekroju łopatka, a także duży otwór mieszczący rozległą jamę wypełnioną powietrzem. Niewielkie rozmiary kości sugerują, że zwierzę nie należało do olbrzymów, osiągając rozmiary zbliżone do spokrewnionego z nim sinornitozaura. L-kształtna obręcz barkowa pozwala zaliczyć rodzaj do Paraves, kladu obejmującego również dromeozaury, troodonty i Avialae. Chociaż pozostałości tego dinozaura są zbyt niekompletne, by zaliczyć go do którejś z tych grup, niektóre cechy kości wydają się upodabniać go do dromeozaurów.
Do rodzaju mogą należeć również inne skamieniałości formacji Csehbánya należące do Paraves. Wymienia się tutaj izolowane zęby, pazury, kręgi ogona, a także niepełną lewą piszczel.